# (34930) 6570 P-L
6570 P-L (asteroide 34930) é um asteroide da cintura principal. Possui uma excentricidade de 0.20856890 e uma inclinação de 2.41149º.
Este asteroide foi descoberto no dia 24 de setembro de 1960 por Cornelis Johannes van Houten e Ingrid van Houten-Groeneveld e Tom Gehrels em Palomar.